# Diplorhynchus
Diplorhynchus é um género botânico pertencente à família Apocynaceae.